# Sulle scogliere di marmo
Sulle scogliere di marmo (Auf den Marmorklippen) è un novella di Ernst Jünger pubblicata nel 1939 dall'editore di Amburgo Hanseatische Verlagsanstalt. La storia è incentrata sullo sconvolgimento e sulla rovina di una serena società agricola..
(Ernst Jünger, Incipit de Sulle scogliere di marmo)

## Trama
La gente pacifica e tradizionale che vive sulle rive di una grande baia, le scogliere di marmo del titolo, è circondata dalla popolazione delle colline fatta di rudi pastori. La loro vita bucolica è sempre più minacciata dalla pressione dei seguaci senza scrupoli del temuto forestale (in originale Oberförster). Il narratore e protagonista vive sulle scogliere di marmo come botanico con il fratello Otone, il figlio Erio avuto da una relazione passata e Lampusa, la nonna di Erio . La vita idilliaca è minacciata dall'erosione dei valori e delle tradizioni, perdendo la sua forza interiore della comunità delle scogliere di marmo. Il forestale sfrutta questa opportunità per stabilire un nuovo ordine basato sul dominio dittatoriale, su un gran numero di seguaci insensati e sull'uso della violenza, della tortura e dell'omicidio..
La storia de Sulle scogliere di marmo può essere facilmente intesa come una allegoria sul nazionalsocialismo, il malvagio e "gioviale" capo forestale è Hermann Göring o lo stesso Adolf Hitler. Altri lo vedono come una descrizione della lotta della Germania contro la minaccia dello stalinismo o del comunismo, essendo il capo forestale Stalin . Seguendo questa interpretazione il libro avrebbe predetto nel 1939 il fallimento definitivo dell'imminente guerra della Germania contro l'Unione Sovietica . Il libro non fu censurato nella Germania nazista, forse a causa della significativa reputazione di Jünger nei circoli di destra.
La forte disapprovazione di Jünger per le masse violente, così come la sua previsione o descrizione dei campi di sterminio, furono notate e aiutarono la riabilitazione di Jünger dopo la seconda guerra mondiale, sebbene non fosse andato in esilio come la maggior parte degli autori antinazisti. Lo stesso Jünger, tuttavia, rifiutò l'idea che il libro fosse una dichiarazione di resistenza, descrivendolo piuttosto come una "scarpa che si adatta a diversi piedi".
L'opera è tipica dell'Estetismo di Jünger che contrappone alla distruzione con la placidità. Mostra la determinazione a conservare i valori anche di fronte all’annientamento, forse a maggior ragione perché la vittoria delle masse insensate segue l’abbrutimento come forza virtuale della natura.

## Accoglienza e critica
Sulle scogliere di marmo venne recensito dal filosofo ed esoterista Julius Evola nel 1943 sul periodico Bibliografia fascista. Evola descrive il romanzo come «vicenda fantastico-simbolica descritta con arte magistrale dallo Jünger è da “crepuscolo degli dèi”. Il mondo del Forestaro finisce col sopraffare quello della Marina e delle Scogliere di Marmo». Sempre Evola riconosce che le allegorie de Sulle scogliere di marmo «si riferiscono a rivolgimenti e forze in atto ai nostri giorni, avendo dunque il valore di mezzi espressivi fantastici per una idea precisa».
Il critico Quirino Principe nell'introduzione all'edizione Guanda de Sulle scogliere di Marmo sottolinea come il Forestaro sia l'incarnazione del demagogo: «Il Forestaro è peggio che crudele: è plebeo, volgare ed escluso dalla Kultur, e della volgarità possiede i caratteri fondamentali. Infatti, è astuto, intimidatore, ama lo spionaggio, è invadente e ha in sé il talento del demagogo. La demagogia è, per Jünger, il più odioso tra i connotati della storia».

## Edizioni
- Ernst Jünger, Sulle scogliere di marmo e altri scritti, traduzione di Alessandro Pellegrini, Medusa, Milano, Mondadori, 1942,  p. 265.

- Ernst Jünger, Sulle scogliere di marmo, traduzione di Alessandro Pellegrini, Biblioteca Rusconi, Milano, Rusconi, 1975,  p. 143.

- Ernst Jünger, Sulle scogliere di marmo - Introduzione di Quirino Principe, traduzione di Alessandra Pellegrini, Parma, Guanda, 1988,  p. 109, ISBN 88-7746-825-4.